# Pseudolinosyris sintenisii
Pseudolinosyris sintenisii là một loài thực vật có hoa trong họ Cúc. Loài này được (Bornm.) Tamamsch. miêu tả khoa học đầu tiên năm 1959.